# Tricentrogyna uniformipennis
Tricentrogyna uniformipennis är en fjärilsart som beskrevs av W. Warren 1905. Tricentrogyna uniformipennis ingår i släktet Tricentrogyna och familjen mätare. Inga underarter finns listade i Catalogue of Life.